# Dittelsheim-Heßloch
Dittelsheim-Heßloch ist eine Ortsgemeinde im Landkreis Alzey-Worms in Rheinland-Pfalz. Sie gehört der Verbandsgemeinde Wonnegau an. 

## Geographie
Das Weindorf, das aus den beiden Ortsteilen Dittelsheim und Heßloch besteht, liegt am Nordostrand des Alzeyer Hügellandes im Wonnegau in Rheinhessen. Es liegt etwa in der Mitte zwischen Frettenheim im Norden und Monzernheim im Süden sowie Framersheim im Westnordwesten und Bechtheim im Ostsüdosten. Höchste Erhebung in der Gemarkung ist der westlich des Ortes gelegene Kloppberg.

Anton Praetorius: Fassgedicht 1595 (Titelseite)

## Geschichte

### Dittelsheim
Vier Schenkungen des frühen Mittelalters an das Kloster Lorsch  zwischen 774 und 846 belegen, dass vor über 1200 Jahren auch in Dittelsheim einige fromme Leute lebten, die in diesen Schenkungen an den Klosterheiligen St. Nazarius ihr Seelenheil suchten, wenn auch nicht so viele wie in Heßloch. Sie sind im Güterverzeichnis des Klosters Lorsch, dem „Codex Laureshamensis“, gewissenhaft  eingetragen (CL II, 1878,1879,1767). 827 wollte ein Einwohner lieber den Heiligen Pirminius beschenken, wodurch auch das südpfälzische Kloster Hornbach hier Besitz bekam (Neubauer, Regesten des Klosters Hornbach 013). Beim Klosterbesitz blieb es nicht: Werner II. von Bolanden erhielt um 1190 den Ort Dittelsheim zu Lehen von den Grafen von Katzenelnbogen. Die Kurpfalz erwarb nach und nach die raugräflichen, altbolandischen Anteile und diejenigen der von Wachenheim und von Dalberg (15. bis Anfang des 17. Jahrhunderts). Während des Mittelalters waren die Herren von Dalberg Vogteiherren. Das Kloster Otterberg war im Ort begütert. Nach der Besetzung des linksrheinischen Gebiets durch die Franzosen wurden das dalbergische Dittelsheim und das kurpfälzische Heßloch dem Kanton Bechtheim im Arrondissement Mainz im Departement Donnersberg zugeordnet. Der Kanton Bechtheim kam dann infolge des Wiener Kongresses 1815 zur Provinz Rheinhessen im Großherzogtum Hessen. 1822 wurde der Kanton Bechtheim in Osthofen umbenannt. 1833 wurden die Kantone durch Kreise ersetzt und Dittelsheim und Heßloch kamen zum Kreis Worms. Ab 1945 gehörten beide Orte zur französischen Besatzungszone und ab 1946 zum neu gebildeten Land Rheinland-Pfalz.
In Dittelsheim wirkte von 1592 bis 1595 als erster reformierter Pfarrer Anton Praetorius. Er wurde als Gegner der Hexenprozesse bekannt. In Dittelsheim verfasste er die älteste Beschreibung des 1. Großen Fasses im Heidelberger Schloss. 2013 haben Schüler des Wormser Rudi-Stephan-Gymnasiums eine Erinnerungstafel an Anton Praetorius am evangelischen Pfarrhaus initiiert.

### Heßloch
In kaum einem anderen Ort erhielt das Kloster Lorsch so viele Schenkungen wie in Heßloch, nämlich zwölf, die sich auf die Jahre 765 bis 803 verteilten (CL II, 1079,1825,1882ff.,1998; CL III,3660). Das Kloster Hornbach bekam im Jahr 827 nicht nur in Dittelsheim, sondern auch in „Hesinloch“ Besitz (Neubauer, Reg.d.Kl.Hornbach 013, s. o.). Diese Urkunde wurde auch in Heßloch ausgestellt, was ein größeres Gebäude zur Unterbringung von Menschen und Pferden voraussetzt. König Ludwig der Deutsche höchstpersönlich verfügte im Jahr 871, dass die neu gegründete Klosterzelle „Neumünster“ bei Ottweiler (Saar) „in villa vocata Hesinloh manses quatuordecim et ecclesiam“, also 14 Mansen Land und eine Kirche erhalten sollte (MGH DD LdD 138). In letzterer Urkunde wurde aber Dittelsheim nicht erwähnt. Bis ins Hochmittelalter waren also in Heßloch drei Klöster begütert.
Am 5. August 1375 stiftete der Ritter Wolfgang I. Kämmerer von Worms in Heßloch ein Hospital und stattete es mit Einkünften aus. An diese Einrichtung erinnert heute noch die Straßenbezeichnung „Am Spital“. Das Kloster Otterberg war im Ort begütert.
In der Hexenverfolgung gegen die Heßlocher Frauen 1599 wurden mindestens drei Frauen auf dem Scheiterhaufen verbrannt. Im Hexenprozess gegen Margreth, Frau des Philipp Mohr, gelang der Angeklagten die Flucht aus der Haft.

### Nach der Gebietsreform
Die heutige Gemeinde entstand am 7. Juni 1969 durch Zusammenschluss der bis dahin eigenständigen Gemeinden Dittelsheim (damals 916 Einwohner) und Hessloch (880 Einwohner). Gleichzeitig wurde die Schreibweise der Ortschaft „Hessloch“ geändert.

### Bevölkerungsentwicklung
Die Entwicklung der Einwohnerzahl von Dittelsheim-Heßloch bezogen auf das heutige Gemeindegebiet; die Werte von 1871 bis 1987 beruhen auf Volkszählungen:
| Jahr | Einwohner |
| ---- | --------- |
| 1815 | 1.124     |
| 1835 | 1.641     |
| 1871 | 1.675     |
| 1905 | 1.874     |
| 1939 | 1.753     |
| 1950 | 2.197     |
| 1961 | 1.900     |

| Jahr | Einwohner |
| ---- | --------- |
| 1970 | 1.799     |
| 1987 | 1.746     |
| 1997 | 2.176     |
| 2005 | 2.207     |
| 2011 | 2.103     |
| 2017 | 2.129     |
| 2023 | 2.170     |

## Politik

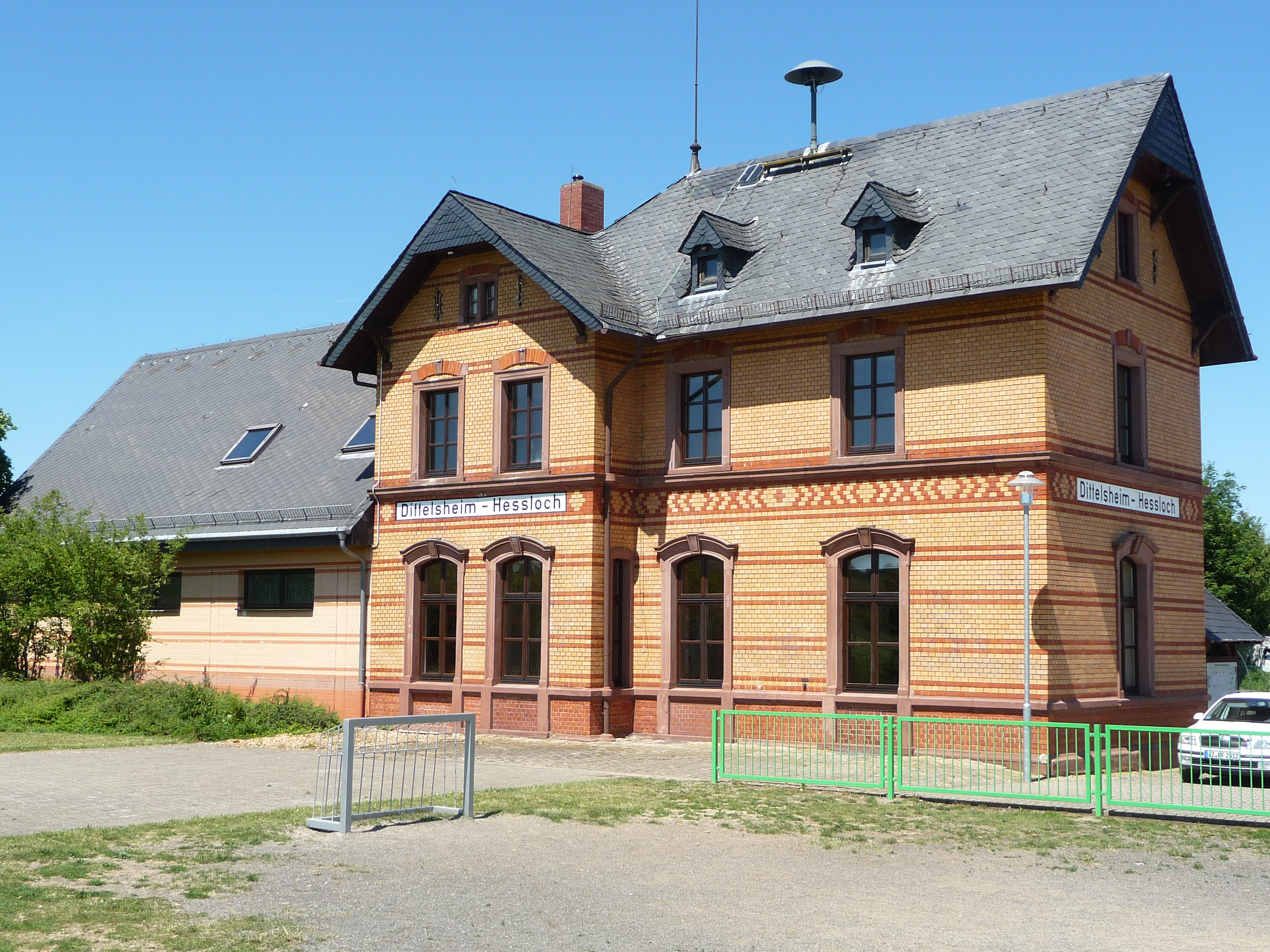
Ehemaliger Bahnhof Dittelsheim

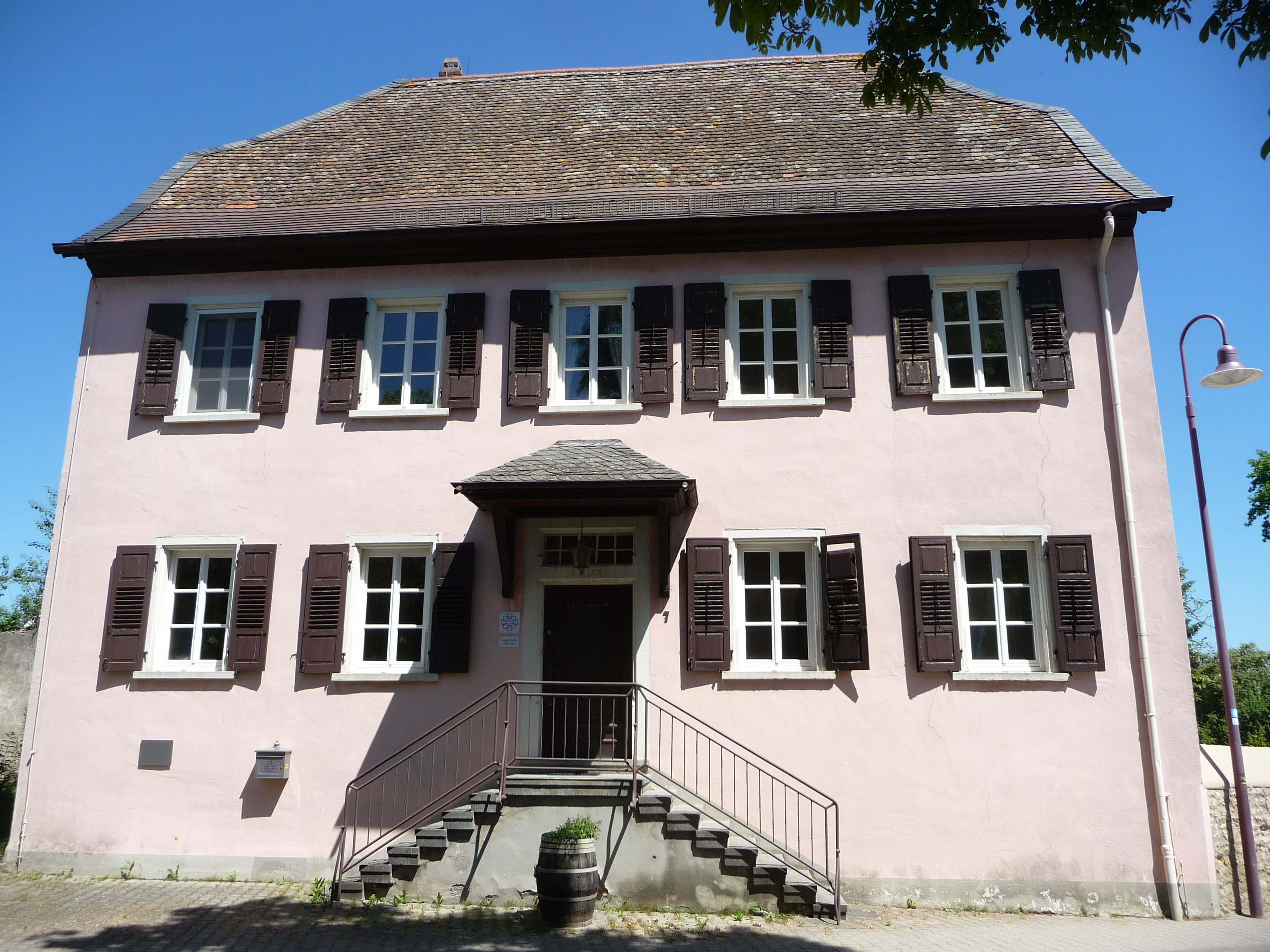
Ehemaliges Pfarrhaus Dittelsheim

### Gemeinderat
Der Gemeinderat in Dittelsheim-Heßloch besteht aus 16 Ratsmitgliedern, die bei der Kommunalwahl am 9. Juni 2024 in einer personalisierten Verhältniswahl gewählt wurden, und dem Vorsitzenden.
Die Sitzverteilung im Gemeinderat:
| Wahl | SPD | CDU | Grüne | FWG | Gesamt   |
| ---- | --- | --- | ----- | --- | -------- |
| 2024 | 5   | 5   | 1     | 5   | 16 Sitze |
| 2019 | 3   | 5   | 3     | 5   | 16 Sitze |
| 2014 | 5   | 5   | –     | 6   | 16 Sitze |
| 2009 | 4   | 6   | –     | 6   | 16 Sitze |
| 2004 | 4   | 7   | –     | 5   | 16 Sitze |

- FWG = Freie Wählergruppe Wonnegau

### Bürgermeister
Frank Heeb (SPD) wurde am 2. Juli 2024 Ortsbürgermeister von Dittelsheim-Heßloch. Bei der Direktwahl am 9. Juni 2024 war er als einziger Bewerber mit einem Stimmenanteil von 71,2 % gewählt worden.
| Name                                        | Amtszeit  |
| ------------------------------------------- | --------- |
| Joh. Chr. Kirschbaum                        | 1820–1846 |
| Philipp Deforth                             | 1851–1881 |
| Jakob Schiling                              | 1881–1902 |
| Georg Deheck                                | 1902–1908 |
| Adam Schiling                               | 1909–1914 |
| Johann Winter VII.                          | 1920–1933 |
| Kurt Schilling                              | 1933–1934 |
| Karl Deheck                                 | 1934–1940 |
| Hans Spies                                  | 1940–1943 |
| Gottlieb Spohrer                            | 1944–1945 |
| Gottlieb Spies                              | 1945–1946 |
| Peter Winter                                | 1946–1951 |
| Gg. Philipp Weber                           | 1951–1953 |
| Heinrich Spies IV.                          | 1953–1956 |
| Johann Höflich                              | 1956–1964 |
| Fritz Deheck                                | 1964–1969 |
| Quelle: Buch 1200 Jahre Dittelsheim-Heßloch |           |

| Name                                        | Amtszeit  |
| ------------------------------------------- | --------- |
| Peter Stephan III.                          | 1849–1868 |
| Hermann Heinrichs                           | 1868–1876 |
| Moritz Hahn                                 | 1901–1925 |
| Martin Ruppert                              | 1925–1933 |
| Adolf Sauer                                 | 1933–1945 |
| Wilhelm Blaum                               | 1945–1946 |
| Johann Blaum III.                           | 1946–1960 |
| Kurt Hofmeister                             | 1960–1969 |
| Quelle: Buch 1200 Jahre Dittelsheim-Heßloch |           |

| Name                 | Partei | Amtszeit  |
| -------------------- | ------ | --------- |
| Kurt Hofmeister      |        | 1969–1971 |
| Werner Spies         | FWG    | 1971–1989 |
| Herbert Morch        | SPD    | 1989–2004 |
| Rainer Fuhrmann      | CDU    | 2004–2014 |
| Elisabeth Kolb-Noack | Grüne  | 2014–2024 |
| Frank Heeb           | SPD    | seit 2024 |

### Wappen
| | Blasonierung: „In geviertem Schild oben rechts in Silber eine aus einem runden roten Gewölbe, beseitet von zwei aus grünem Grund wachsenden grünen Laubbäumen hervorbrechende silberne Quelle, oben links in Blau mit drei in das goldene Schildhaupt aufsteigenden Spitzen drei silberne Lilien 1:2, unten rechts von Silber und Blau gerautet, unten links ein grünbeblätterter grüner Haselzweig mit vier roten Früchten.“ |
| Wappenbegründung: Durch das fünfte Landesgesetz über die Verwaltungsvereinfachung vom 14. Februar 1969, §37 wurden die Gemeinden Dittelsheim und Heßloch aufgelöst und zu einer neuen Gemeinde zusammengeschlossen, die sich den Namen Dittelsheim-Heßloch gab. Beide Gemeinden führten vor dem Zusammenschluss ein genehmigtes Wappen. Das der ehemaligen Gemeinde Dittelsheim kehrt im ersten Feld oben rechts wieder. Die Herkunft des Namens Heßloch ist umstritten, doch ist es lautgesetzlich angebracht, für die Namensform einen Haselstrauch zu verwenden, wie dies auch in Gerichtssiegels seit 1524 bezeugt ist. Auf dieses alte Gerichtssiegel wird im vierten Feld unten links zurückgegriffen, womit sowohl die unverständliche Darstellung eines Rosenstrauchs bei Demandt-Renkhoff wie auch die einzelstehenden Haselblätter in dem am 18. August 1958 genehmigten Wappen der ehemaligen Gemeinde Heßloch revidiert werden. Das genehmigte Wappen der ehemaligen Gemeinde Heßloch wie auch das Gerichtssiegel von 1524 verbinden jeweils das Haselstrauchemblem in der unteren Schildhälfte mit dem Wappen der Herren von Dalberg als den Inhabern der Ortsherrschaft in Heßloch in der oberen Schildhälfte. Wie in diesen Vorläufern steht auch im Wappen der neuen Gemeinde Dittelsheim-Heßloch das Dalbergsche Wappen über dem Haselzweig. Entsprechend wird in dem Feld unten links teils Dittelsheim zur Kurpfalz dokumentiert. Hiermit stehen die ehemaligen Gemeindewappen wie die territoriale Zugehörigkeit der beiden Ortsteile jeweils diagonal gegenüber. | |

### Städtepartnerschaft
- Humboldt (Argentinien), Provinz Santa Fe, Argentinien

## Kultur und Sehenswürdigkeiten
- Sarazenenturm: Turm der evangelischen Kirche Allerheiligen im Ortsteil Dittelsheim, nach älterer Auffassung um 1200 entstanden, im Volksmund „Heidenturm“ genannt. Dendrochronologische Untersuchungen der Bauhölzer in den oktogonalen Turmgeschossen haben gezeigt, dass diese um 1080 errichtet wurden.[16] Die Kirche selbst wurde 1729 abgebrochen und durch einen Barockbau ersetzt, nur die Vorhalle und der Turm blieben erhalten. Angeblich sind maurische oder byzantinische Stileinflüsse bei diesem romanischen Turm mitbestimmend; er wird oft als der schönste seiner Art in Rheinhessen bezeichnet. Der Turmhelm mit dem 16fach gefächerten Kuppeldach weise auf Beziehungen der hohenstaufischen Rheinlande zum Osten hin und gehört zu einer Gruppe ähnlicher Turmhelme in Rheinhessen (vgl. Alsheim, Guntersblum und St. Paul in Worms). Der Name „Heidenturm“ (Sarazenenturm) nimmt Bezug auf Kreuzfahrer, die ihn erbaut haben sollen.
- alt-katholische Christuskirche in Heßloch
- Römisch-katholische Kirche St. Jakobus[17] in Heßloch
- Kloppbergturm, etwa 14 m hoher Aussichtsturm mit angebautem Turmlokal auf dem Kloppberg

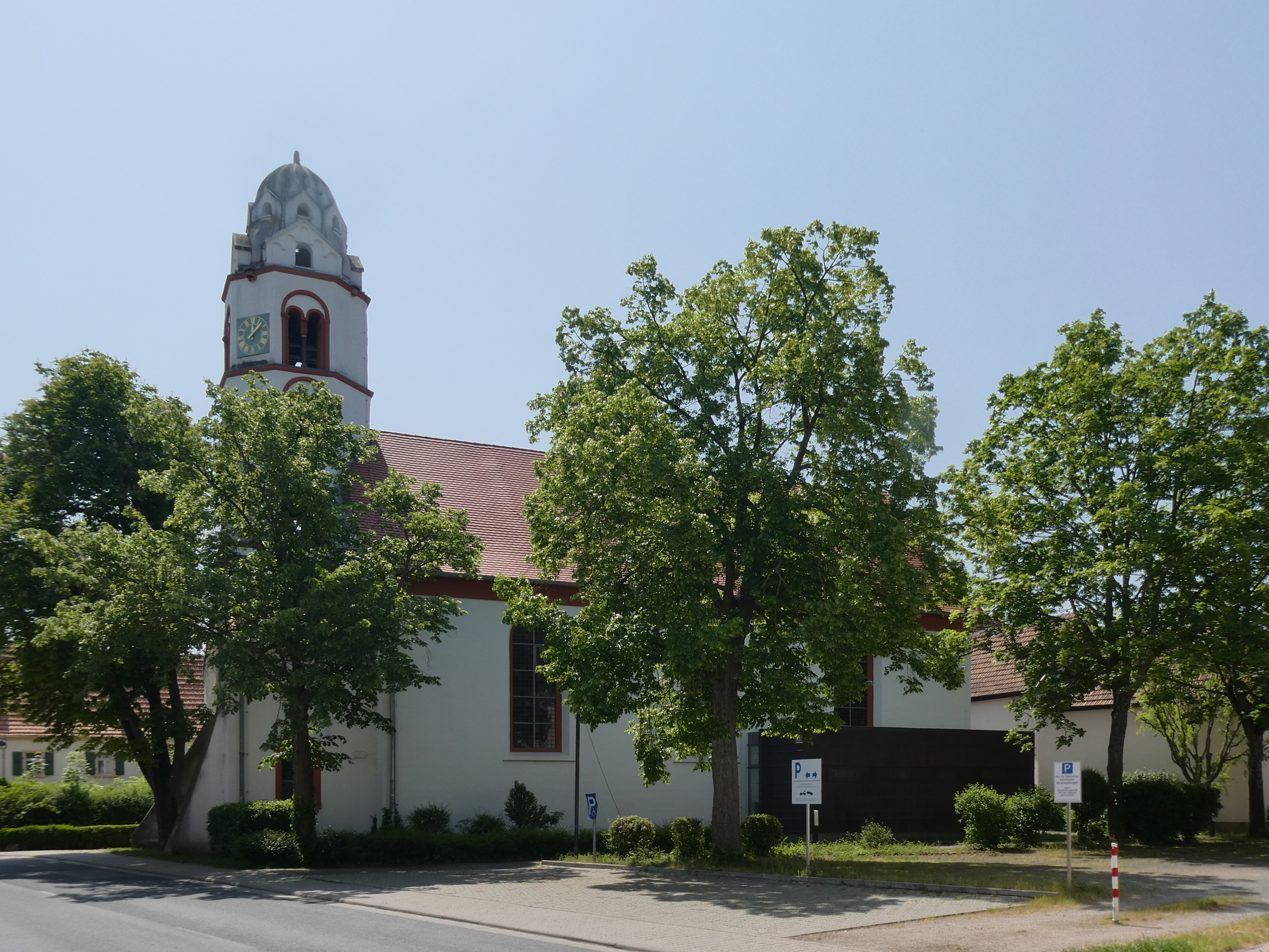
Evangelische Heidenturmkirche Dittelsheim
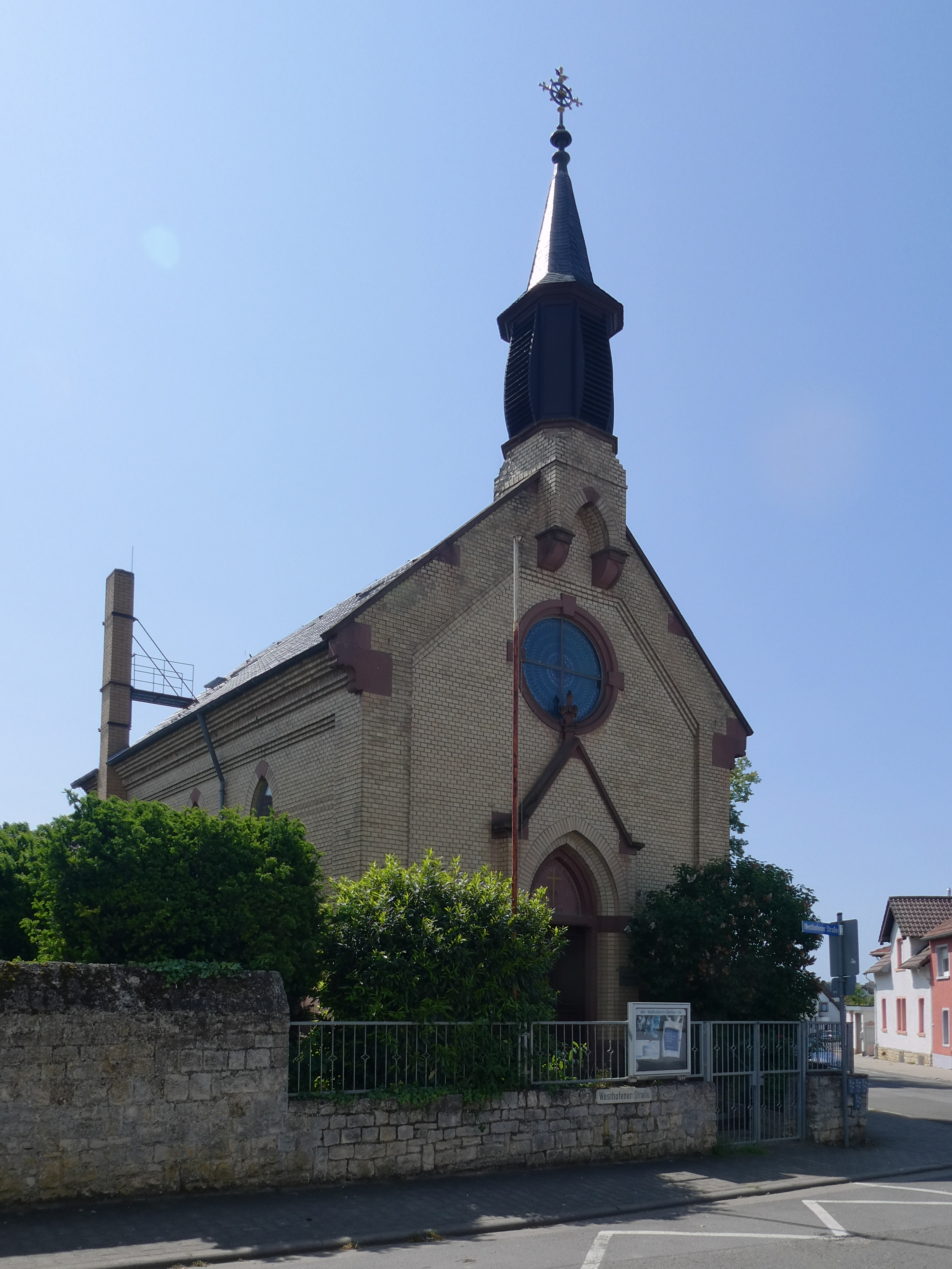
Altkatholische Christuskirche Heßloch
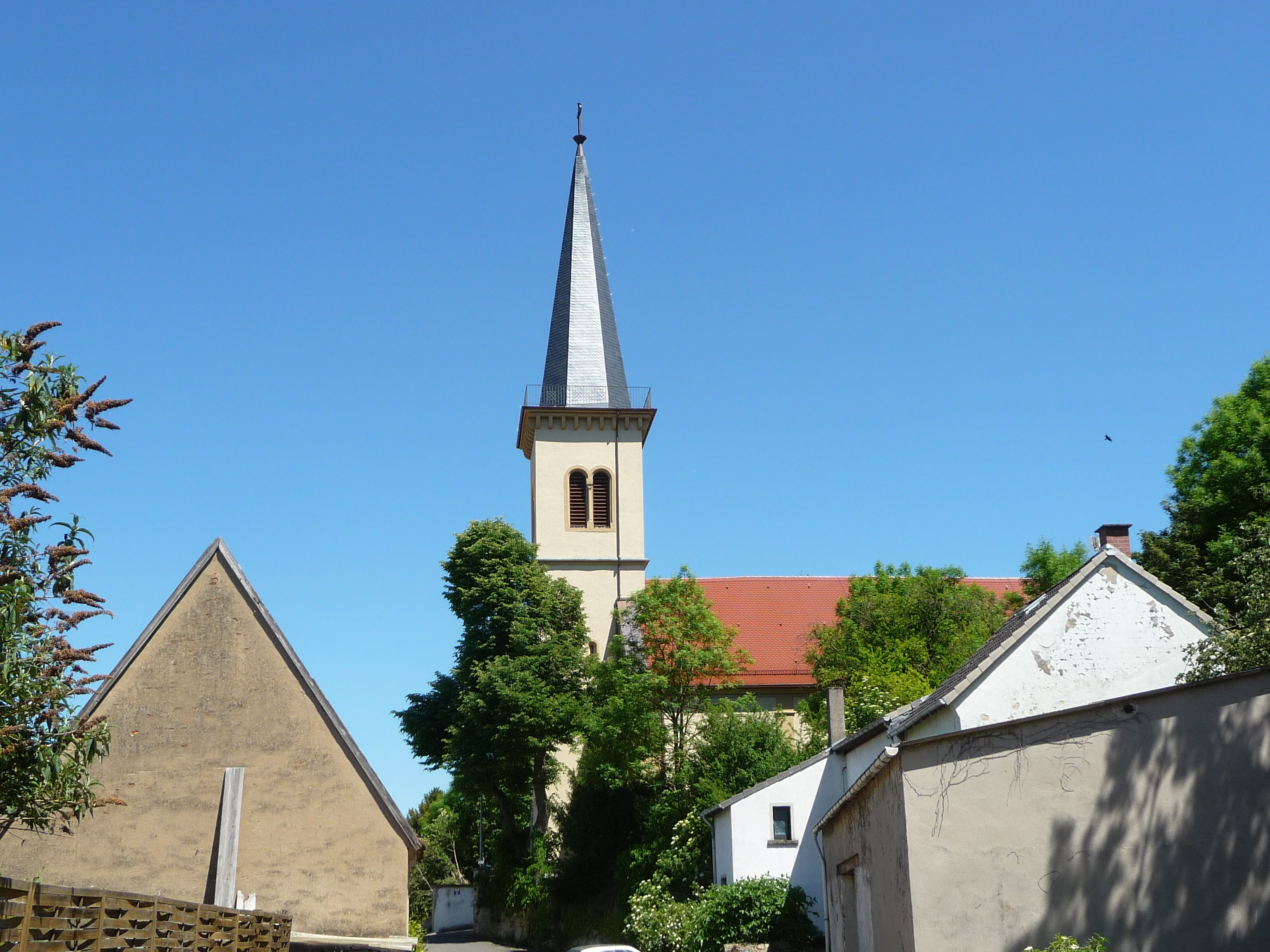
Katholische Kirche St. Jakobus Heßloch
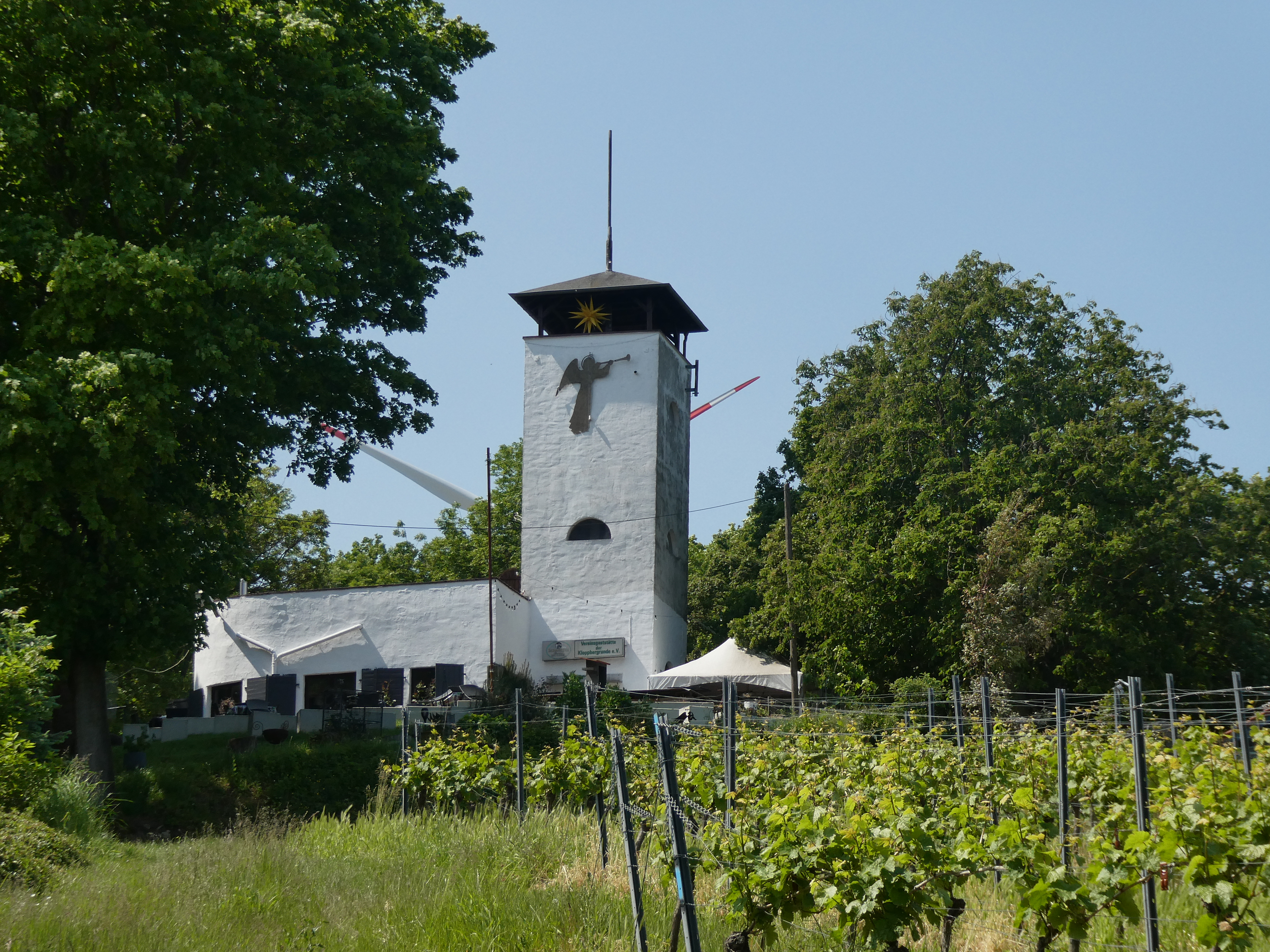
Kloppbergturm

Siehe auch:
- Liste der Kulturdenkmäler in Dittelsheim-Heßloch
- Liste der Naturdenkmale in Dittelsheim-Heßloch

| Größte Weinbaugemeinden im Anbaugebiet                     | Rang nach Rebfläche (innerhalb von RLP) | Bestockte Rebfläche 2022 |
| ---------------------------------------------------------- | --------------------------------------- | ------------------------ |
| Rheinhessen                                                |                                         |                          |
| Worms                                                      | 03                                      | 01.659                   |
| Westhofen                                                  | 07                                      | 00.824                   |
| Nierstein                                                  | 09                                      | 00.805                   |
| Alzey                                                      | 08                                      | 00.778                   |
| Alsheim                                                    | 10                                      | 00.712                   |
| Ingelheim am Rhein                                         | 13                                      | 00.708                   |
| Bechtheim                                                  | 11                                      | 00.669                   |
| Flörsheim-Dalsheim                                         | 12                                      | 00.652                   |
| Bingen am Rhein                                            | 15                                      | 00.578                   |
| Saulheim                                                   | 16                                      | 00.539                   |
| Statistisches Landesamt Rheinland-Pfalz, Bad Ems, Mai 2023 |                                         |                          |

## Wirtschaft und Infrastruktur

### Weinanbau
Weinbau hat hier eine lange Tradition. Dittelsheim-Heßloch umfasst etwa 1.350 ha Fläche, wovon 446 ha mit Weinreben bepflanzt sind. Die Weinlagen gehören zum Bereich Wonnegau und sind im Norden der Dittelsheimer Leckerberg, im Westen die Dittelsheimer Mönchhube, die Dittelsheimer Pfaffenmütze und der Dittelsheimer Kloppberg, im Süden der Dittelsheimer Geiersberg, der Heßlocher Liebfrauenberg und der Heßlocher Mondschein sowie Osten die Heßlocher Edle Weingärten.
Höhenunterschiede, verschiedene kleinklimatische Bedingungen und sehr differenzierte Bodenbeschaffenheiten, die von schweren, lehmhaltigen Böden bis hin zu leichten Sandböden reichen, sind gute Voraussetzungen für den Weinbau und deshalb gedeihen in Dittelsheim-Heßloch viele verschiedene Rebsorten, die eine breite Palette von Weinen ermöglichen.
Das Weingut Winter bildet als VDP Mitglied eine Qualitätsspitze in Dittelsheim.

### Verkehr

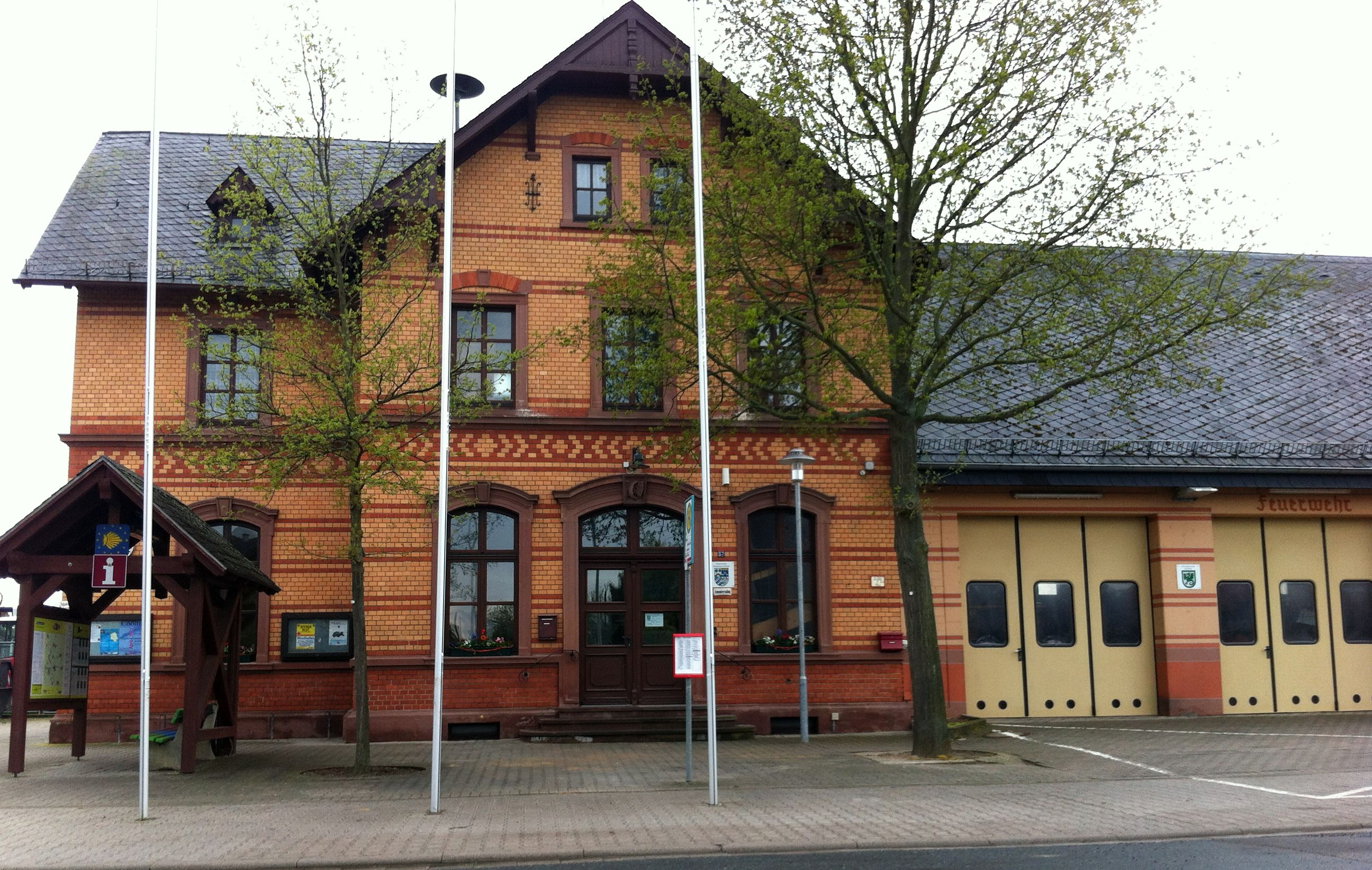
Ehemaliges Bahnhofsgebäude

Die durch den Ortsteil Heßloch verlaufende Gaustraße (L 425) verbindet die Gemeinde mit Mainz im Norden und Worms im Süden. Von der Gaustraße zweigt in Heßloch die L 414 nach Gau-Odernheim ab, die auch beide Ortsteile verbindet.
Zwischen den beiden Ortsteilen befand sich der ehemalige gemeinsame Bahnhof an der 1974 im Personenverkehr stillgelegten Bahnstrecke Gau Odernheim–Osthofen. Er trug die Bezeichnung Dittelsheim. Dort wurde Anfang 1917 ein Ladekran für den Güterverkehr in Betrieb genommen.

## Persönlichkeiten aus Dittelsheim-Heßloch
- Anton Praetorius war von 1592 bis 1596 der erste reformierte Pfarrer in Dittelsheim. Er verfasste 1595 die älteste Beschreibung des 1. Großen Fasses im Heidelberger Schloss. Darin pries er das Fass als Symbol für die Überlegenheit des calvinistischen Glaubens. Später wurde er als ein engagierter Gegner der Hexenprozesse und Folter bekannt.
- Margreth, Frau des Philipp Mohr, Angeklagte im Hexenprozess 1599, gelang die Flucht aus der Haft
- Conrad Egid Heinrichs (* 20. Januar 1786 in Heßloch; † 12. November 1849 in Heßloch), Landwirt, Abgeordneter der 2. Kammer der Landstände des Großherzogtums Hessen und Bürgermeister von Heßloch
- Jakob Becker (* 15. März 1810 in Dittelsheim; † 22. Dezember 1872 in Frankfurt am Main) Maler, Radierer und Lithograph sowie Kunstprofessor an der Städelschule
- Peter Stephan (1818–1888), Abgeordneter der 2. Kammer der Landstände des Großherzogtums Hessen und Bürgermeister von Heßloch
- Karl Stephan (1853–1927), liberaler Politiker und Abgeordneter der 2. Kammer der Landstände des Großherzogtums Hessen
- Moritz Hahn (1856–1952), Landwirt, Politiker, Bürgermeister von Heßloch und Abgeordneter des Landtags des Volksstaates Hessen
- Karl Baas (1866–1944), Medizinhistoriker und Augenarzt
- Julia Metzler war Rheinhessische Weinkönigin 2006/2007 und Deutsche Weinprinzessin 2007/2008
- Jan Metzler (* 1981), Politiker (CDU) und MdB